# 기술적 집합론
기술적 집합론(記述的 集合論, descriptive set theory)은 폴란드 공간 속의 적절한 부분집합인 보렐 집합을 정의하는 기술(description)의 복잡도를 다루는 분야이다. 기술적 집합론은 집합론의 한 분야인 동시에, 함수해석학, 에르고딕 이론, 위상수학, 추상대수학 등 다른 분야들에도 적용된다.

## 폴란드 공간
기술적 집합론은 폴란드 공간(Polish space)들과 그것들의 보렐 집합, 그리고 그 보렐 집합들의 위계인 보렐 위계(Borel hierarchy)에 관한 개념으로부터 시작한다. 폴란드 공간은 완비적으로 거리화 가능한 제2 가산 위상공간 공간이다. 즉, 거리화가 사라진 완비된 분해 가능 공간이다. 실수 직선 {\displaystyle \mathbb {R} }, 베르 공간(Biare space) {\displaystyle {\mathcal {N}}}, 칸토어 공간(Cantor space) {\displaystyle {\mathcal {C}}} 등이 그 예시가 된다. 여기서 베르 공간은 {\displaystyle \mathbb {N} ^{\mathbb {N} }}이고 칸토어 공간은 {\displaystyle \{0,1\}^{\mathbb {N} }}이다.

## 보렐 집합
위상공간 X의 보렐 집합(Borel sets)들의 집합은 X의 열린 집합들을 포함하는 최소의 시그마 대수이다. 따라서 보렐 집합은 다음과 같다.
- X의 모든 열린 부분집합은 보렐 집합이다.
- A가 보렐 집합이면 X - A도 보렐 집합이다. (여집합에 대해 닫힘)
- 각 자연수 n에 대해 An이 보렐 집합이면 그 합집합 {\displaystyle \bigcup A_{n}}도 보렐 집합이다. (가산 합집합에 대해 닫힘)

또한 임의의 비가산 폴란드 공간 X, Y에 대하여 둘 사이에 보렐 동형(Borel isomorphism)이 존재한다. 즉 X와 Y 사이의 일대일대응이 존재하여 특히 보렐 집합의 상과 원상은 오직 보렐 집합뿐이라는 성질이 성립한다. 따라서 모든 폴란드 공간은 보렐 집합의 단계에서는 모두 동형으로 볼 수 있으므로 베르 공간과 칸토어 공간에 논의를 한정하는 것이 정당화된다.

## 보렐 위계
보렐 위계는 특정 보렐 집합을 얻기 위해 열린집합에 여집합 연산이나 합집합 연산을 몇번이나 반복해야 하는지에 따라 보렐 집합들을 분류한다. 이들은 가산 순서수 {\displaystyle \alpha }에 대해 {\displaystyle \mathbf {\Sigma } _{\alpha }^{0}}, {\displaystyle \mathbf {\Pi } _{\alpha }^{0}}, {\displaystyle \mathbf {\Delta } _{\alpha }^{0}}와 같이 표기되며, 다음과 같이 정의된다.
- 모든 열린 집합은 {\displaystyle \mathbf {\Sigma } _{1}^{0}}로 분류된다.
- 여집합이 {\displaystyle \mathbf {\Sigma } _{\alpha }^{0}}인 집합은 {\displaystyle \mathbf {\Pi } _{\alpha }^{0}}로 분류된다.
- 어떤 집합 A에 대해 집합열 (Ai)가 존재하여 {\displaystyle A=\bigcup A_{i}}이되, 이때 각 Ai에 대해 순서수 {\displaystyle \lambda (i)}가 존재하여 Ai가 {\displaystyle \mathbf {\Pi } _{\lambda (i)}^{0}} ({\displaystyle \lambda (i)<\alpha })에 속하면 A는 {\displaystyle \mathbf {\Sigma } _{\alpha }^{0}}로 분류된다.
- {\displaystyle \mathbf {\Sigma } _{\alpha }^{0}}와 {\displaystyle \mathbf {\Pi } _{\alpha }^{0}} 모두에 속하는 집합은 {\displaystyle \mathbf {\Delta } _{\alpha }^{0}}로 분류된다.

따라서 다음과 같은 도표가 성립한다. (화살표는 포함관계)
{\displaystyle {\begin{matrix}&&\mathbf {\Sigma } _{1}^{0}&&&&\mathbf {\Sigma } _{2}^{0}&&\cdots \\&\nearrow &&\searrow &&\nearrow \\\mathbf {\Delta } _{1}^{0}&&&&\mathbf {\Delta } _{2}^{0}&&&&\cdots \\&\searrow &&\nearrow &&\searrow \\&&\mathbf {\Pi } _{1}^{0}&&&&\mathbf {\Pi } _{2}^{0}&&\cdots \end{matrix}}{\begin{matrix}&&\mathbf {\Sigma } _{\alpha }^{0}&&&\cdots \\&\nearrow &&\searrow \\\quad \mathbf {\Delta } _{\alpha }^{0}&&&&\mathbf {\Delta } _{\alpha +1}^{0}&\cdots \\&\searrow &&\nearrow \\&&\mathbf {\Pi } _{\alpha }^{0}&&&\cdots \end{matrix}}}
또한 폴란드 공간의 보렐집합의 연속적 상을 해석적 집합이라 하며 이로부터 위와 같은 방식으로 사영 위계를 정의해나갈 수 있다. 이를 {\displaystyle {\boldsymbol {\Sigma }}_{\alpha }^{1}}, {\displaystyle {\boldsymbol {\Pi }}_{\alpha }^{1}}, {\displaystyle {\boldsymbol {\Delta }}_{\alpha }^{1}}와 같이 표기한다.
보렐 위계는 폴란드 공간 내의 보렐 집합을 정의하는 일종의 복잡도를 재는 척도가 되는데, 이는 자연수 집합의 부분집합을 정의하는 식의 복잡도를 재는 산술 위계와도 대응되는 개념이다. 이렇듯 계산 가능성 이론과 구성주의 수학 연구에서도 중요한 도구가 된다.

## 같이 보기
- 폴란드 공간
- 보렐 집합
- 거리화 가능 공간